# Aereo a fusoliera stretta

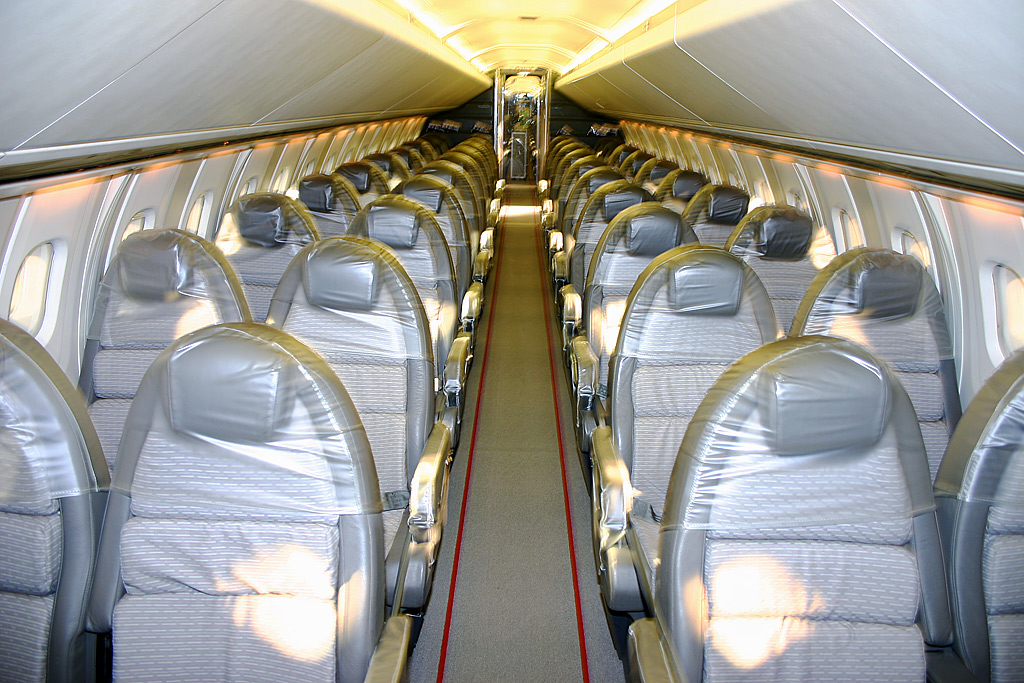
La cabina di un Concorde.

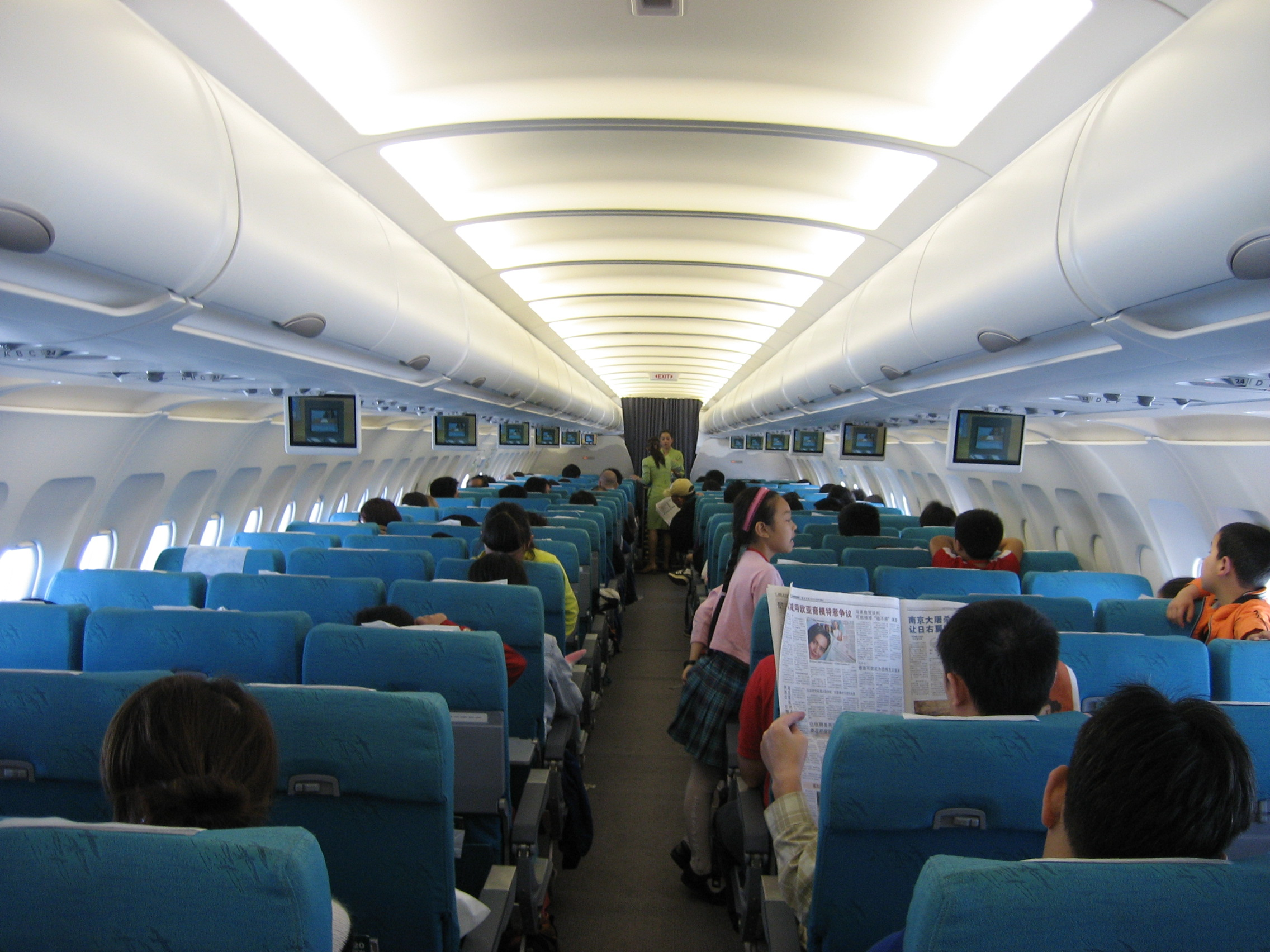
La cabina di un Airbus A320.

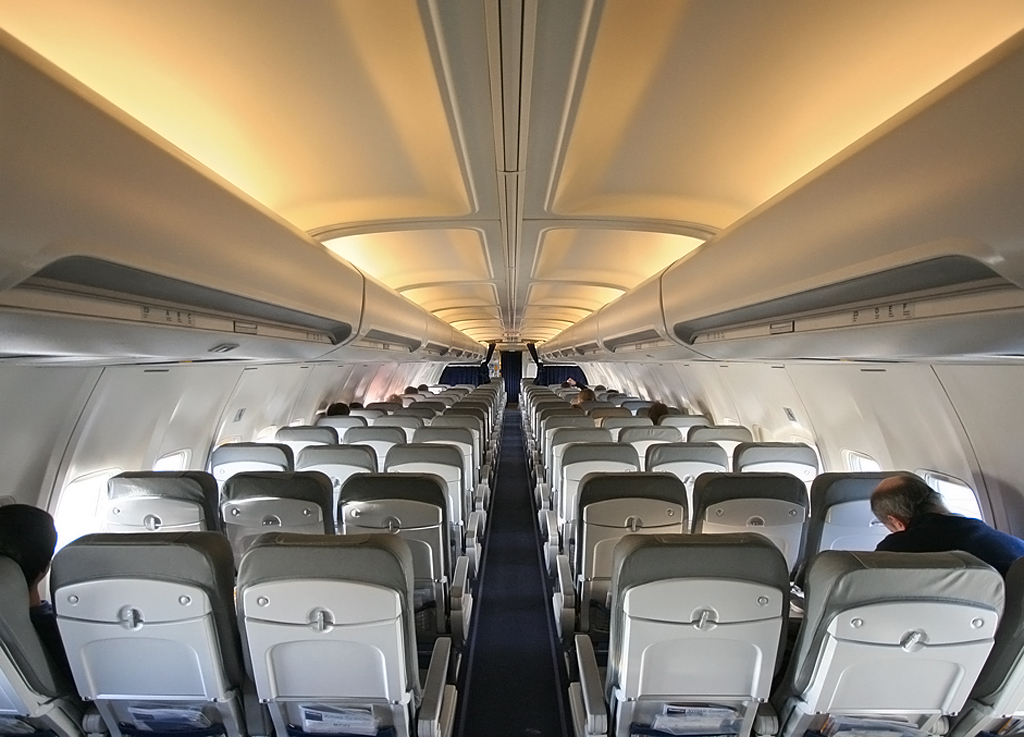
La cabina di un Boeing 737.

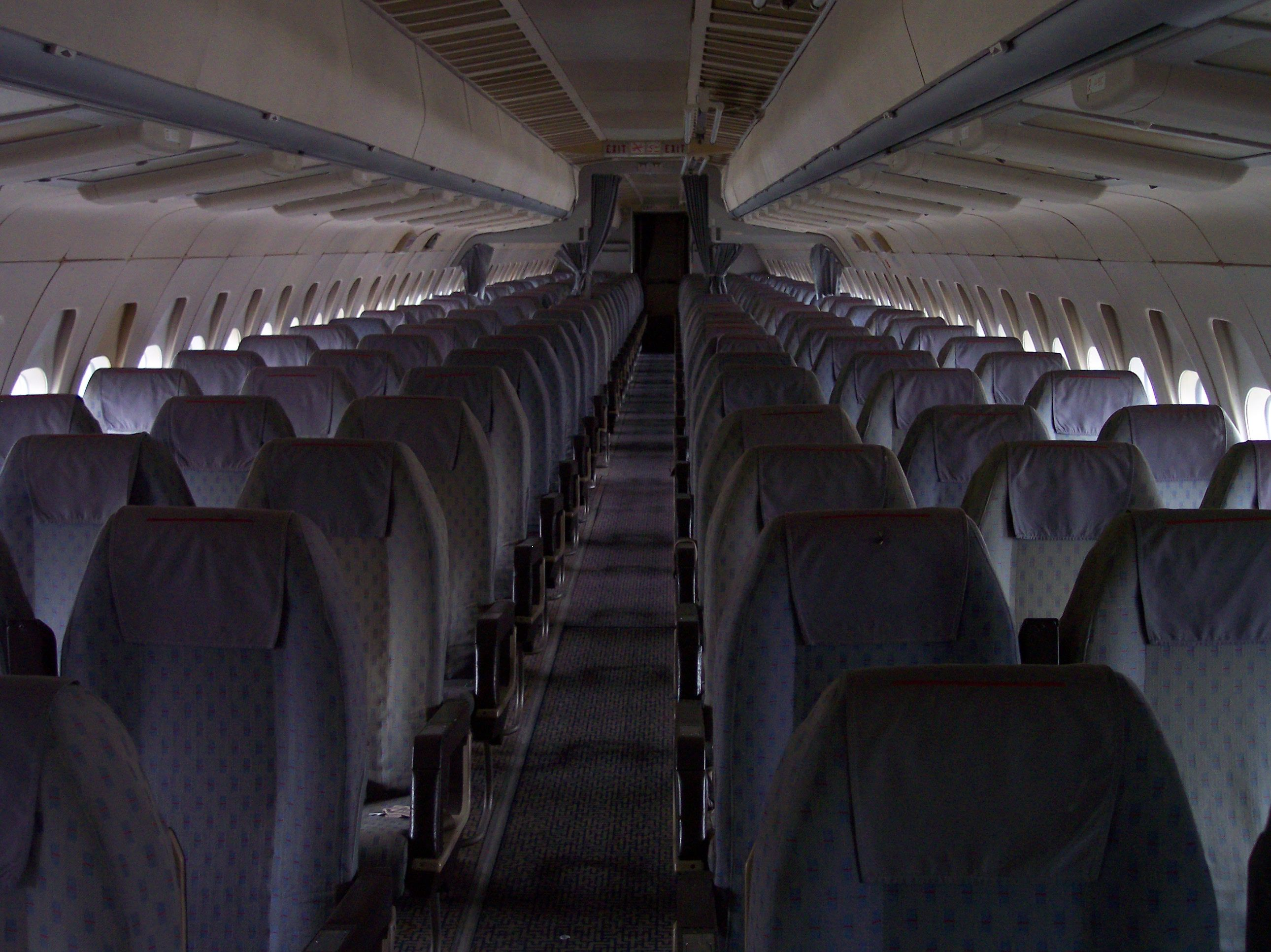
La cabina di un Dassault Mercure.

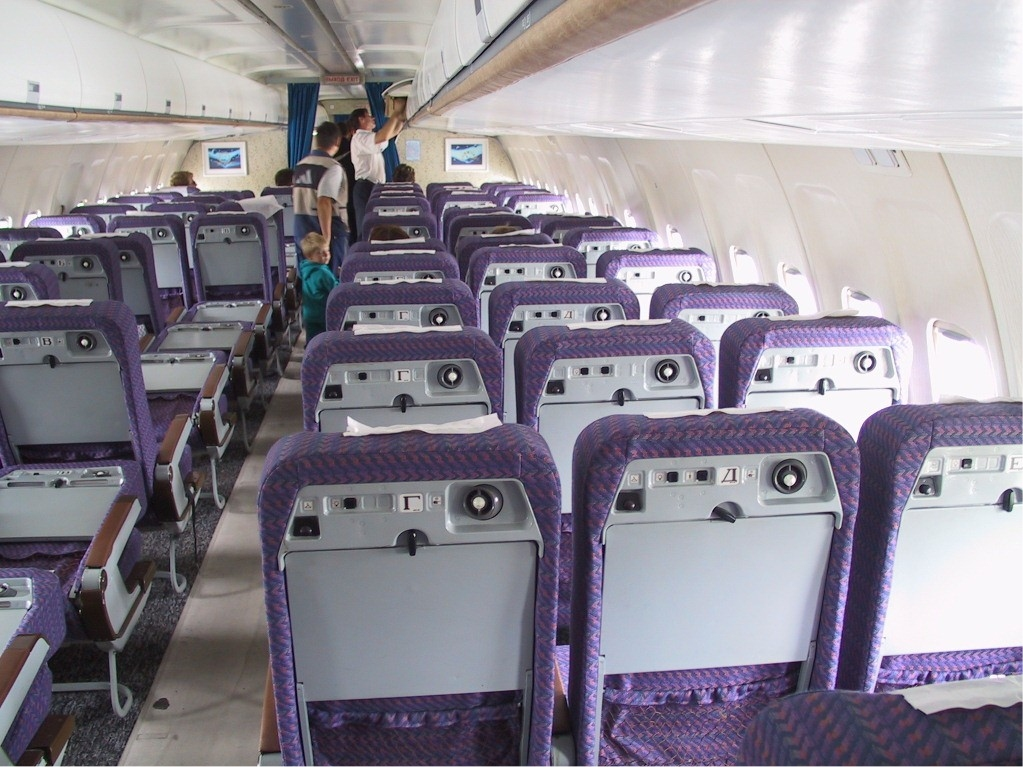
La cabina di un Tupolev Tu-204.

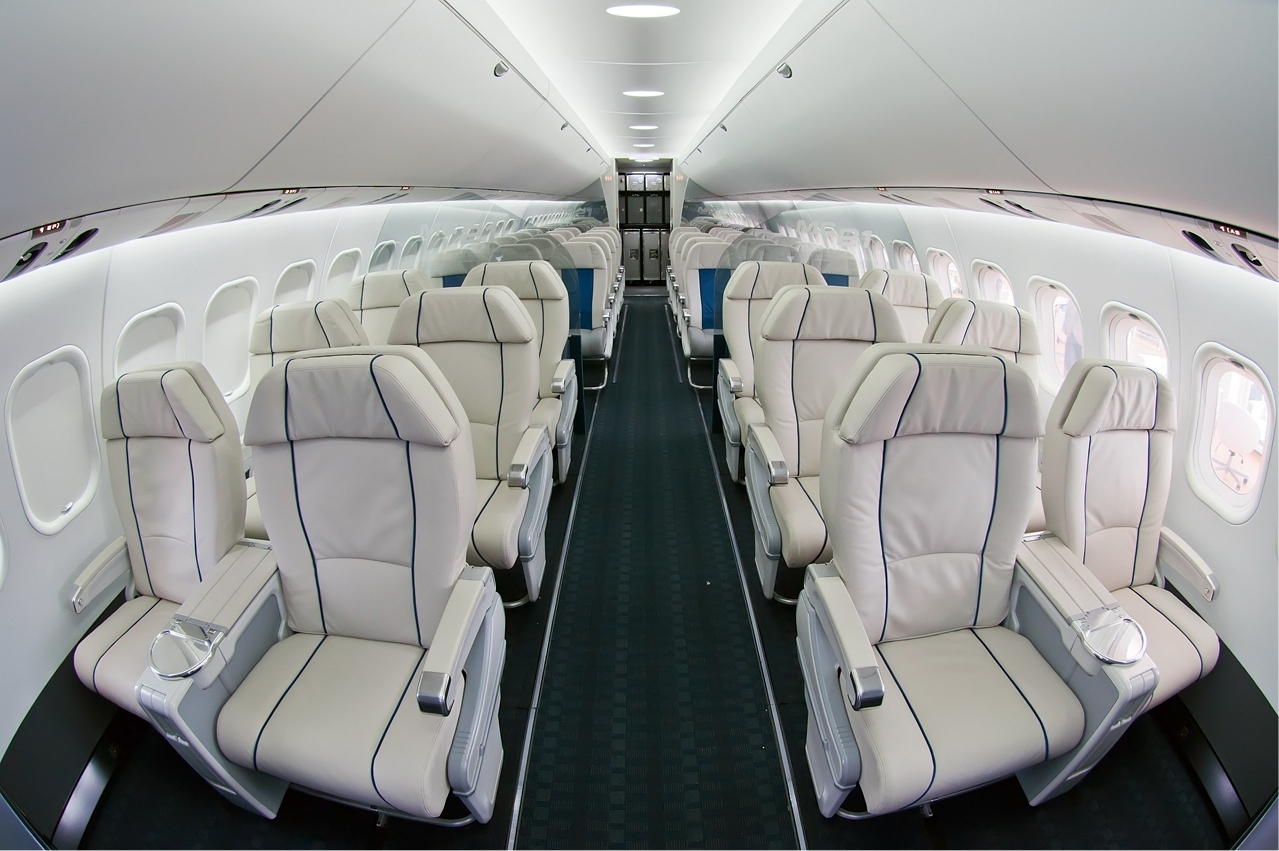
Mockup della cabina di un Irkut MS-21.

Un aereo a fusoliera stretta (in inglese "narrow-body aircraft"), conosciuto anche come aereo a corridoio singolo (in inglese "single-aisle aircraft"), è un aereo di linea con diametro della fusoliera che va dai 3 ai 4 metri, una larghezza che consente l'allestimento di 5 o 6 posti adiacenti per ogni fila, in classe economica, su corridoio singolo.

## Descrizione
Il termine nasce per contrasto dopo la comparsa, alla fine degli anni sessanta, dei primi aerei di linea classificati come a fusoliera larga ("wide-body"), che disponendo di fusoliere di maggior diametro introducevano un doppio corridoio che consentiva di ospitare da 7 a 10 posti adiacenti per ogni fila, in classe economica.
Tipicamente sono aerei di linea per il corto-medio raggio e possono trasportare da un minimo di 100 passeggeri fino ad un massimo di 280 passeggeri (Boeing 757-300), anche se solitamente si attestano intorno a massimo 200 passeggeri, in un'unica classe economica. Aerei con capacità inferiore a 100 passeggeri sono solitamente considerati aerei regionali.
L'Air France definisce i suoi velivoli a fusoliera stretta come Moyen-courrier (Un moyen-courrier est une liaison de distance moyenne, soit moins de cinq heures de vol) e quelli a fusoliera larga come Long-courrier (Un long-courrier est une liaison longue distance, soit plus de cinq heures de vol).

## Aerei a reazione

### In produzione
- Airbus A320 family (dal 1987)
- Airbus A320neo family (dal 2012)
- Boeing 737 Next Generation (dal 1996)
- Boeing 737 MAX (dal 2014)
- Bombardier CSeries (in sviluppo)
- Comac C919 (in sviluppo)
- Irkut MS-21 (in sviluppo)
- Tupolev Tu-204/214 (dal 1990)

### Fuori produzione

#### Supersonici
aerei di linea supersonici
- Concorde (1965-1979)
- Tupolev Tu-144 (1963-1983)

#### Medio-lungo raggio
solitamente voli di durata superiore a 5 ore
- Boeing 707/720 (1957-1979)
- Boeing 757 (1981-2004)
- Convair 880 (1959-1962)
- Convair 990 (1961-1963)
- de Havilland DH.106 Comet (1952-1969)
- Douglas DC-8 (1958-1972)
- Hawker Siddeley Trident (1962-1978)
- Ilyushin Il-62 (1963-1995)
- Tupolev Tu-154 (1968-2013)
- Vickers VC-10 (1962-1970)

#### Medio-corto raggio
solitamente voli di durata inferiore a 5 ore (più di 100 posti)
- BAC One-Eleven (1963-1989)
- Boeing 717 (1998-2006)
- Boeing 727 (1963-1984)
- Boeing 737 Original (1967-1988)
- Boeing 737 Classic (1981-2000)
- Dassault Mercure (1974-1975)
- Douglas DC-9 (1965-1982)
- Fokker F100 (1986-1997)
- McDonnell Douglas MD-80 (1979-1999)
- McDonnell Douglas MD-90 (1993-2000)
- Sud Aviation Caravelle (1958-1972)
- Tupolev Tu-334 (1999-2009)
- Yakovlev Yak-42 (1970-2003)

### Aerei regionali
Si tratta di aeromobili utilizzati per brevi rotte e/o di ridotta capienza, utilizzati per servire piccoli aeroporti, fare feederaggio verso gli hub, servire destinazioni verso le quali aerei più capienti sarebbero inutilmente grandi; tra gli aerei di linea regionali rientrano tutti i modelli con una capienza tra i 19 ed indicativamente i 100 posti, la propulsione è a turboelica e a turboventola, e la fusoliera è larga abbastanza da accogliere al massimo 4 o 5 file di sedili.